# 南早紀 (声優)
南 早紀（みなみ さき、1994年11月19日 - ）は、日本の女性声優。大分県中津市出身。ボイスキット所属。

## 略歴
幼少期からアニメや漫画に興味を持ち、幼稚園児から小学校1年のころに増岡弘がテレビ番組に出演しているのを見て、声優を意識した。増岡が『サザエさん』のフグ田マスオ役と『それいけ!アンパンマン』のジャムおじさん役を演じていたことから、2作品が同じ声優であったことを知り、魅力的であったことから、自身にもできるのではないかと思っていたという。
高校2年生の頃に親に内緒で声優オーディションを受け合格したことがあったものの、上京する必要があったために断っていたが、「もしかしたら私は声優になれるかもしれない」という自信がつき、進路を決める際に東京に住み声優を目指しつつアルバイトをして生活できる新聞奨学生を選んだ。
専門学校東京アナウンス学院放送声優科卒業。東京アナウンス学院在学中の2013年8月、第7回81オーディション優秀賞を受賞し、サミー賞とBS11賞も同時受賞。2015年4月1日から81プロデュースに所属。
2024年5月31日、同日付で81プロデュースを退所、フリーとして活動することを自身のXアカウントにて発表。
2025年1月31日、2月1日付でボイスキット所属となることを自身のXアカウントにて発表。

## 人物
中津からあげが盛んな大分県中津市で生まれ育ったことから、プロフィールの特技欄にも利き唐揚げと記載するほどのから揚げ好きであり、上京直後もコンビニのから揚げしか食べられなかったなど、から揚げに関するエピソードも多い。2019年4月には日本唐揚協会の同年のベストカラアゲニスト女性声優部門にも選出されている。
2017年よりリリースされた『アイドルマスター ミリオンライブ! シアターデイズ』では、新たに追加されたアイドルである白石紬役に抜擢された。元々は歌やダンスが得意ではなく、同作に抜擢された後は「人前で歌えるようにならないと」という思いからボイストレーニングに通い始めた。なお、人前で歌うのは同作が初めてである。また、当初は紬役のオーディションを受け、後に桜守歌織役に抜擢された香里有佐とは交友関係もある。
趣味・特技は血液型を当てること、利きからあげ、ソフトバレー。方言は中津弁。

## 出演
太字はメインキャラクター。

### テレビアニメ
2015年
- アイカツ!（新入生）
- カードファイト!! ヴァンガードG（2015年 - 2017年、一般参加者2、メイド） - 2シリーズ
- ゆるゆり シリーズ（女子生徒A、女子生徒） - 1シリーズ + 特別編

2016年
- ハルチカ〜ハルタとチカは青春する〜（車内アナウンス）
- キズナイーバー（女生徒）
- 境界のRINNE（女子学生の霊）
- ReLIFE（女子生徒、音声ガイダンス）
- こねこのチー（2016年 - 2018年、子供B、モブ猫B） - 2シリーズ
- アイカツスターズ!（2016年 - 2018年、英子）

2017年
- BanG Dream!（大湖里実）
- トミカハイパーレスキュー ドライブヘッド 機動救急警察（ノゾミ、マキ、カツヒコ、男の子、宿泊客 他）
- URAHARA（応援の声）

2018年
- ポチっと発明 ピカちんキット（2018年 - 2019年、女子D、音楽の先生、女性）
- キラッとプリ☆チャン（2018年 - 2020年、母、ひめ子、きら子、女の子、赤白クローバー 他）
- ベイブレードバースト 超ゼツ（2018年 - 2019年、芦田ハヤオ）

2019年
- 八月のシンデレラナイン（野崎夕姫）
- ライフル・イズ・ビューティフル（2019年 - 2020年、姪浜エリカ）

2020年
- number24（靖也の姉〈長女〉）
- アルゴナビス from BanG Dream!（受付）
- 白猫プロジェクト ZERO CHRONICLE（星たぬきB）
- Lapis Re:LiGHTs（生徒）

2021年
- それいけ!アンパンマン（ノートくん）

2022年
- ガル学。II 〜Lucky Stars〜（カップル女、コンビニのフミ）
- デュエル・マスターズ WIN（2022年 - 2024年、エリザ、ウィン〈幼少期〉、音卿の精霊龍 ラフルル・ラブ） - 2シリーズ

2023年
- め組の大吾 救国のオレンジ（高橋ひかる）
- アイドルマスター ミリオンライブ!（白石紬）

2025年
- グリザイア:ファントムトリガー（ハルト〈赤ちゃん〉）

### 劇場アニメ
- 映画 ドライブヘッド〜トミカハイパーレスキュー 機動救急警察〜（2018年、ノゾミ）

### OVA
- 12歳。（2015年、女子1） - 『ちゃお』2015年11月号付録

### Webアニメ
- トミカハイパーレスキュー ドライブヘッド 機動救急警察2018（2018年、子供）
- 監獄実験 -プリズンラボ-（2018年、桐島彩[21]）
- 爆丸エボリューションズ（2022年、子供A）

### ゲーム
2015年
- アブナイ恋の捜査室〜Eternal Happiness〜（ニーナ・トルキア）
- 戦国姫譚MURAMASA-雅-（小堀政一、戸川達安、大久保長安）

2016年
- 俺タワー -Over Legend Endless Tower-（陸上ポンプ、墨壺）
- 逆転オセロニア（アールマティ）
- クロノスブレイド（マリーアントワネット）
- 新約 アルカナスレイヤー（12の禁忌クレアレ、清らかなるエルフ フィーリア、恋に堕ちた姫 フレデリカ）
- SOUL REVERSE ZERO（2016年 - 2018年、ロロリア、妲己、ジェーン・グレイ、アルクメネ、ミレディー、クレオパトラ、ナウシカ、シュヴェルトライテ）
- ダウト〜オフィスは男女の嘘だらけ〜（小島汐里）
- ナイトスリンガー（オーロラ、キャシー 他）
- Battleship Girl -鋼鉄少女-（如月）

2017年
- 八月のシンデレラナイン（野崎夕姫）
- ヒロイックソングス！（西宮彩）
- アイドルマスター ミリオンライブ！ シアターデイズ（2017年 - 2024年、白石紬）
- 夜明けのベルカント（2017年 - 2018年、サラ）
- ブレイブリーアーカイブ（ハルナ・ノースラッド）
- 天華百剣 -斬-（三ツ鱗紋兼若）

2018年
- 月煌 -Luster-（剣舞家 、偃月）
- メギド72（2018年 - 2023年、ネルガル）

2019年
- にじいろLive（悠）
- Z/X Code OverBoost（バーベナ、カシー・ブルム）
- エレメンタルストーリー（姪浜エリカ）

2020年
- 絵師神の絆（千里万里子）
- ラストオリジン（トモ、ダフネ、キャロルライナ、トリアイナ）
- 徒花異譚（白姫）
- アクション対魔忍（エミリー・シモンズ）
- きららファンタジア（稲葉兎和）
- サクラ革命 〜華咲く乙女たち〜（十字街まな）

2021年
- アイドルマスター ポップリンクス（白石紬）
- アイドルマスター スターリットシーズン（2021年 - 2022年、白石紬）

2022年
- ドールズフロントライン ニューラルクラウド（マイ）

2023年
- モンスターストライク（ジャルジメルト）

### ドラマCD
- ヲタクに恋は難しい第3巻（2016年、女子社員）
- 最強職《竜騎士》から初級職《運び屋》になったのに、なぜか勇者達から頼られてます ドラマCD 星降る都市の旅立ち前日（2020年、マリオン・フーベルジュ）

### 吹き替え
- レゴ ニンジャゴー（2020年、バニラ姫）

### ラジオ
※はインターネット配信。
- 東放学園映画専門学校presents 大久保瑠美・南早紀 まなべる!ライトノベル!（2017年、超!A&G+※）
- やっぱりSが好き〜SAY YOU! LOVE ME!（2018年 - 2019年、ラジオ日本）
- 天津向のためになるらじお（2019年 - 2024年、音泉※）[49]
- のむこがみなみ（2020年 - 2024年、音泉※）[50] - まつ毛バサ美名義
- 南早紀の変な意味じゃなくてただ可愛いって言いたいラジオ（2021年 - 、ニコニコ生放送※）[51][52]

### テレビ番組
※はインターネット配信。
- アテコ声龍門（2015年、TOKYO MX 他）
- みんなで語る番組 かたりぽTV まっち×ボイス♪（2019年、TOKYO MX）[53][54][55][56]

### インターネット番組
- 南早紀の唐揚げはおあずけ（2019年 - 2024年、ニコニコ生放送）
- 月刊ガガガチャンネル（2020年 - 2024年、ニコニコ生放送・YouTube）※4代目パーソナリティ（福緒唯と各回交代）
- (株)みなみさき（2024年 - 、ニコニコチャンネルプラス）

### オーディオブック
- 声優100年 声優を目指す君たちへ（2016年）
- とある飛空士への追憶（2019年）
- 崩れる脳を抱きしめて（2019年、朝霧由[57]）
- 最強職《竜騎士》から初級職《運び屋》になったのに、なぜか勇者達から頼られてます 1〜2（2019年 - 2022年、マリオン[58][59]）
- ハル遠カラジ（2020年、ハル[60][61]）
- 魔王です。女勇者の母親と再婚したので、女勇者が義理の娘になりました。（2020年、レイティア[62]）
- 董白伝〜魔王令嬢から始める三国志〜（2021年、貂蝉[63]）
- 結婚が前提のラブコメ（2021年、早乙女カレン[64]）
- 先日助けていただいたNPCです 〜年上な奴隷エルフの恩返し〜（2021年、イノ[65]）
- 学園者! 〜風紀委員と青春泥棒〜（2022年、三島香澄[59][66]）
- 忘却のアイズオルガン（2022年[67]、アリア[68]）

### ASMR
- 音泉 - 4月配信「声で癒シチュエーション」「サボりたい時に聞く」癒シチュ （2022年、裏表のある生徒会長[69]）
- ASMR 「仕事行きたくないあなたへのエール」（2022年、愛佳[70]）

### デジタルコミック
- いじめ 〜いびつな心〜（2019年、苑子）
- ヒーローくんに恋してるっ!（2020年、早見千夏[71]）
- スタディ・グループ（2021年、イ・ハンギョン[72]）

### 映像商品
- Animelo Summer Live 2018 “OK!" Blu-ray（2019年、アイドルマスターミリオンライブ！ミリオンスターズとして出演）[73]
- THE IDOLM@STER MILLION LIVE! 5thLIVE BRAND NEW PERFORM@NCE!!! LIVE Blu-ray DAY1（2019年）[74]
- THE IDOLM@STER MILLION LIVE! 6thLIVE TOUR UNI-ON@IR!!!! LIVE Blu-ray（2020年）[75][76]
- THE IDOLM@STER MILLION LIVE! 7thLIVE Q@MP FLYER!!! Reburn LIVE Blu-ray DAY1（2022年）[77][78][79]
- THE IDOLM＠STER MILLION LIVE! 8thLIVE Twelw@ve　LIVE Blu-ray DAY1（2022年）[80][81]
- THE IDOLM@STER M@STERS OF IDOL WORLD!!!!! 2023 Blu-ray PERFECT BOX!!!!!（2023年）[82]
- THE IDOLM@STER MILLION LIVE! 9thLIVE ChoruSp@rkle!! LIVE Blu-ray DAY1（2024年）[83][84]

### 朗読劇
- ニッポン朗読アカデミー第3回公演 プレビュー公演 朗読劇「謎解きはディナーのあとで」（2017年11月26日、ニッポン放送イマジンスタジオ）
- ニッポン朗読アカデミー第4回公演 朗読劇「謎解きはディナーのあとで」
  - 二股にはお気をつけ下さい（2018年4月29日、銀座博品館劇場） - ナレーション（13時半公演）、宝生麗子（17時半公演）役
  - 犯人に毒を与えないでください（2018年5月5日 - 6日、銀座博品館劇場）  - ナレーション（共に13時半公演）、宝生麗子（共に17時半公演）役
- 朗読劇「スマホを落としただけなのに 囚われの殺人鬼」（2020年1月13日・18日） - 森岡市子（13日）、松田美乃里（18日）役
- 配信朗読劇「令和 人間椅子」（2020年10月14日、オンライン配信）[85]
- 朗読劇「スマホを落としただけなのに 戦慄するメガロポリス」（2021年3月5日・13日、博品館劇場） - 粟野有希（5日と13日17時公演）、松田美乃里（13日13時公演） 役[86]
- READPIA 朗読劇「モノクロの空に虹を架けよう」第三夜（2021年5月12日、オンライン配信） - 彩 役[87]
- 4月の花嫁（2023年4月29日 - 30日、バトゥール東京 チャペルブランカ）
- 朗読劇『あの星に願いを』（2023年5月24日 - 28日、CBGKシブゲキ!!）- 星羅 役（ ※ 青山吉能とのダブルキャスト）[88]
- 朗読劇『はなしぐれ』（2024年1月24日 - 28日、CBGKシブゲキ!!）[89]
- 劇団爆走おとな小学生主催『"朗読×ACT"theater アイディールセミナー』（2024年12月14日・15日、新宿村LIVE）[90][91]
  - 2nd session（2025年4月9日・10日・13日、シアターサンモール）[92]
- 朗読劇「モノクロの空に虹を架けよう」（2025年2月25日・3月2日、新宿シアタートップス）[93]

### デジタル写真集
- 声優トモ写！ [94]
  - ダレニモミセナイ。～僕の南（ヒカリ）～（2022年4月8日、週プレ プラス！）※デジタル限定
  - 南早紀＆古賀葵 フォトブック～特装合本版～（2022年4月8日、週プレ プラス！）※デジタル限定

### その他コンテンツ
- 残念男子。第1巻PV（2016年、桜子 他）
- 温泉むすめ（2018年、下田莉華[95]）
- パチンコ『Pフィーバー アイドルマスター ミリオンライブ!』（2021年、白石紬[96]）
- パチスロ『パチスロ アイドルマスター ミリオンライブ!』（2021年、白石紬[97]）
- カードラボ（2021年、期間限定店内放送 [98][99]）
- CV部（2022年、ログインID[100]）
- Zeeny x 南早紀 録り下ろしシステムボイス（2022年[101][102]）
  - ハイレゾ完全ワイヤレスイヤフォン Zeeny Artist
  - Bluetoothスピーカー Zeeny T★Box

## ディスコグラフィ

### キャラクターソング
| 発売日   | 商品名                                                                            | 歌 | 楽曲                                                                                              | 備考                                                                   |
| 2017年   | 2017年                                                                            | 2017年 | 2017年                                                                                            | 2017年                                                                 |
| -------- | --------------------------------------------------------------------------------- | --- | ------------------------------------------------------------------------------------------------- | ---------------------------------------------------------------------- |
| 7月26日  | THE IDOLM@STER MILLION THE@TER GENERATION 01 Brand New Theater!                   | 765 MILLION ALLSTARS | 「Brand New Theater!」                                                                            | ゲーム『アイドルマスター ミリオンライブ！ シアターデイズ』テーマソング |
| 7月26日  | THE IDOLM@STER MILLION THE@TER GENERATION 01 Brand New Theater!                   | 765 MILLION ALLSTARS | 「Dreaming!」                                                                                     | ゲーム『アイドルマスター ミリオンライブ！ シアターデイズ』関連曲       |
| 8月23日  | THE IDOLM@STER MILLION LIVE! M@STER SPARKLE 01                                    | 白石紬（南早紀） | 「瑠璃色金魚と花菖蒲」                                                                            | ゲーム『アイドルマスター ミリオンライブ！ シアターデイズ』関連曲       |
| 11月22日 | THE IDOLM@STER MILLION THE@TER GENERATION 02 フェアリースターズ                   | フェアリースターズ | 「FairyTaleじゃいられない」                                                                       | ゲーム『アイドルマスター ミリオンライブ！ シアターデイズ』関連曲       |
| 11月22日 | THE IDOLM@STER MILLION THE@TER GENERATION 02 フェアリースターズ                   | フェアリースターズ | 「Brand New Theater!」                                                                            | ゲーム『アイドルマスター ミリオンライブ！ シアターデイズ』関連曲       |
| 2018年   |                                                                                   | |                                                                                                   |                                                                        |
| 4月4日   | THE IDOLM@STER MILLION LIVE! M@STER SPARKLE 08                                    | 765 MILLION ALLSTARS | 「Brand New Theater!」                                                                            | ゲーム『アイドルマスター ミリオンライブ！ シアターデイズ』関連曲       |
| 5月30日  | THE IDOLM@STER MILLION THE@TER GENERATION 08 EScape                               | EScape | 「Melty Fantasia」 「I.D 〜EScape from Utopia〜」                                                 | ゲーム『アイドルマスター ミリオンライブ！ シアターデイズ』関連曲       |
| 6月1日   | THE IDOLM@STER LIVE THE@TER SOLO COLLECTION 06 フェアリースターズ                 | 白石紬（南早紀） | 「FairyTaleじゃいられない」                                                                       | ゲーム『アイドルマスター ミリオンライブ！ シアターデイズ』関連曲       |
| 8月19日  | 真夏のサイレン                                                                    | 有原翼（西田望見）、東雲龍（近藤玲奈）、野崎夕姫（南早紀）、河北智恵（井上ほの花） | 「栄光のダイヤモンド」 「かっとばせ！未来へ」 「ぬかるみ」 「八月のメモリー」                     | ゲーム『八月のシンデレラナイン』関連曲                                 |
| 8月19日  | 真夏のサイレン                                                                    | 有原翼（西田望見）、東雲龍（近藤玲奈）、野崎夕姫（南早紀）、河北智恵（井上ほの花） | 「世界でいちばん熱い夏」                                                                          | ゲーム『八月のシンデレラナイン』主題歌                                 |
| 8月29日  | THE IDOLM@STER MILLION THE@TER GENERATION 11 UNION!!                              | 765 MILLION ALLSTARS | 「UNION!!」 「Welcome!!」                                                                         | ゲーム『アイドルマスター ミリオンライブ！ シアターデイズ』関連曲       |
| 10月31日 | THE IDOLM@STER MILLION LIVE! THEATER DAYS Brand New Song 第1巻特装版特典CD        | 白石紬（南早紀） | 「瑠璃色金魚と花菖蒲 Live Sound ver.」                                                            | 漫画『THE IDOLM@STER MILLION LIVE! THEATER DAYS Brand New Song』関連曲 |
| 11月28日 | THE IDOLM@STER THE@TER BOOST 03                                                   | 田中琴葉（種田梨沙）、周防桃子（渡部恵子）、馬場このみ（高橋未奈美）、真壁瑞希（阿部里果）、白石紬（南早紀） | 「ラスト・アクトレス」 「DIAMOND DAYS」                                                           | ゲーム『アイドルマスター ミリオンライブ！ シアターデイズ』関連曲       |
| 2019年   |                                                                                   | |                                                                                                   |                                                                        |
| 4月6日   | 始まりの合図                                                                      | HUiT | 「ミラクルメイカー」 「スタートライン、桜ひらり。」                                               | ゲーム『八月のシンデレラナイン』関連曲                                 |
| 4月26日  | THE IDOLM@STER THE@TER SOLO COLLECTION 07 FAIRY STARS                             | 白石紬（南早紀） | 「I.D 〜EScape from Utopia〜」                                                                    | ゲーム『アイドルマスター ミリオンライブ！ シアターデイズ』関連曲       |
| 6月27日  | アイドルマスター ミリオンライブ！ Blooming Clover 第5巻限定版 オリジナルCD        | 野々原茜（小笠原早紀）、白石紬（南早紀） | 「キラメキラリ」                                                                                  | 漫画『アイドルマスター ミリオンライブ！ Blooming Clover』関連曲        |
| 7月24日  | THE IDOLM@STER MILLION THE@TER WAVE 01 Flyers!!!                                  | 765 MILLION ALLSTARS | 「Flyers!!!」                                                                                     | ゲーム『アイドルマスター ミリオンライブ！ シアターデイズ』関連曲       |
| 7月24日  | THE IDOLM@STER MILLION THE@TER WAVE 01 Flyers!!!                                  | ジェネシス×ネメシス | 「Justice OR Voice」                                                                              | ゲーム『アイドルマスター ミリオンライブ！ シアターデイズ』関連曲       |
| 8月9日   | あの夏の記録                                                                      | 有原翼（西田望見）、東雲龍（近藤玲奈）、野崎夕姫（南早紀）、河北智恵（井上ほの花） | 「どんなときも。」                                                                                | テレビアニメ『八月のシンデレラナイン』エンディングテーマ               |
| 8月9日   | あの夏の記録                                                                      | 有原翼（西田望見）、東雲龍（近藤玲奈）、野崎夕姫（南早紀）、河北智恵（井上ほの花） | 「青春ライン」 「浪漫飛行」                                                                       | テレビアニメ『八月のシンデレラナイン』関連曲                           |
| 8月9日   | あの夏の記録                                                                      | 東雲龍（近藤玲奈）、野崎夕姫（南早紀） | 「My Revolution」                                                                                 | テレビアニメ『八月のシンデレラナイン』関連曲                           |
| 8月9日   | GO! GO!ライフリング4!!!!/Bright day, Stand up!                                    | ライフリング4 | 「GO! GO!ライフリング4!!!!」                                                                      | テレビアニメ『ライフル・イズ・ビューティフル』挿入歌                   |
| 8月9日   | GO! GO!ライフリング4!!!!/Bright day, Stand up!                                    | ライフリング4 | 「Bright day, Stand up!」                                                                         | テレビアニメ『ライフル・イズ・ビューティフル』関連曲                   |
| 10月23日 | Let's go!ライフリング4!!!!                                                        | ライフリング4 | 「Let's go!ライフリング4!!!!」                                                                    | テレビアニメ『ライフル・イズ・ビューティフル』オープニングテーマ       |
| 10月23日 | Let's go!ライフリング4!!!!                                                        | ライフリング4 | 「BANG! BANG! BANG!」                                                                             | テレビアニメ『ライフル・イズ・ビューティフル』関連曲                   |
| 11月6日  | 夕焼けフレンズ                                                                    | ライフリング4 | 「夕焼けフレンズ」                                                                                | テレビアニメ『ライフル・イズ・ビューティフル』エンディングテーマ       |
| 11月6日  | 夕焼けフレンズ                                                                    | ライフリング4 | 「4SHOOTERS!!」                                                                                   | テレビアニメ『ライフル・イズ・ビューティフル』関連曲                   |
| 12月4日  | GO! GO! Music vol.1                                                               | ライフリング4 | 「BiRiRi×SENSATION」 「Get started.」                                                             | テレビアニメ『ライフル・イズ・ビューティフル』挿入歌                   |
| 12月18日 | 八月のシンデレラナイン BD第4巻特典CD                                              | 野崎夕姫（南早紀） | 「どんなときも。」                                                                                | テレビアニメ『八月のシンデレラナイン』関連曲                           |
| 2020年   |                                                                                   | |                                                                                                   |                                                                        |
| 1月15日  | GO! GO! Music vol.2                                                               | ライフリング4 | 「higher and higher!」 「Shangri-la」                                                             | テレビアニメ『ライフル・イズ・ビューティフル』挿入歌                   |
| 1月15日  | GO! GO! Music vol.2                                                               | 姪浜エリカ（南早紀） | 「GET TO THE TOP」                                                                                | テレビアニメ『ライフル・イズ・ビューティフル』関連曲                   |
| 2月26日  | THE IDOLM@STER MILLION THE@TER WAVE 06 花咲夜                                     | 花咲夜 | 「百花は月下に散りぬるを」 「矛盾の月」                                                           | ゲーム『アイドルマスター ミリオンライブ！ シアターデイズ』関連曲       |
| 3月27日  | ライフル・イズ・ビューティフル BD第2巻特典CD                                      | 姪浜エリカ（南早紀） | 「Let's go!ライフリング4!!!!」 「夕焼けフレンズ」                                                 | テレビアニメ『ライフル・イズ・ビューティフル』関連曲                   |
| 4月5日   | 刹那、轟く歓声                                                                    | HUiT | 「背番号」 「胸の音色」                                                                           | ゲーム『八月のシンデレラナイン』関連曲                                 |
| 8月26日  | THE IDOLM@STER MILLION THE@TER WAVE 10 Glow Map                                   | 765 MILLION ALLSTARS | 「Glow Map」                                                                                      | ゲーム『アイドルマスター ミリオンライブ！ シアターデイズ』関連曲       |
| 8月26日  | THE IDOLM@STER MILLION THE@TER WAVE 10 Glow Map                                   | 白石紬（南早紀） | 「さかしまの言葉」                                                                                | ゲーム『アイドルマスター ミリオンライブ！ シアターデイズ』関連曲       |
| 2021年   |                                                                                   | |                                                                                                   |                                                                        |
| 5月22日  | THE IDOLM@STER LIVE THE@TER SOLO COLLECTION 08 Fairy Stars                        | 白石紬（南早紀） | 「矛盾の月」                                                                                      | ゲーム『アイドルマスター ミリオンライブ！ シアターデイズ』関連曲       |
| 7月21日  | 百華繚乱 参                                                                       | 今剣（畑中万里江）、千子村正（前田佳織里）、三ツ鱗紋兼若（南早紀） | 「Naughty night, Magical night」                                                                  | ゲーム『天華百剣 -斬-』関連曲                                          |
| 7月28日  | THE IDOLM@STER MILLION THE@TER SEASON Harmony 4 You                               | 765 MILLION ALLSTARS | 「Harmony 4 You」                                                                                 | ゲーム『アイドルマスター ミリオンライブ！ シアターデイズ』関連曲       |
| 7月28日  | THE IDOLM@STER MILLION THE@TER SEASON Harmony 4 You                               | フェアリースターズ | 「EVERYDAY STARS!!」                                                                              | ゲーム『アイドルマスター ミリオンライブ！ シアターデイズ』関連曲       |
| 8月4日   | VOY@GER                                                                           | THE IDOLM@STER FIVE STARS!!! | 「VOY@GER」                                                                                       | 「アイドルマスターシリーズ」イメージソング                             |
| 8月4日   | VOY@GER ミリオンライブ！盤                                                        | MILLIONSTARS | 「VOY@GER」                                                                                       | 「アイドルマスターシリーズ」イメージソング                             |
| 8月4日   | VOY@GER ミリオンライブ！盤                                                        | 白石紬（南早紀） | 「VOY@GER」                                                                                       | 「アイドルマスターシリーズ」イメージソング                             |
| 8月25日  | THE IDOLM@STER MILLION LIVE! 聖ミリオン女学園                                     | 白石紬（南早紀）、佐竹美奈子（大関英里）、所恵美（藤井ゆきよ）、周防桃子（渡部恵子） | 「花びらメモリーズ」                                                                              | ゲーム『アイドルマスター ミリオンライブ！ シアターデイズ』関連曲       |
| 10月6日  | THE IDOLM@STER STARLIT SEASON 00 GR@TITUDE                                        | Project LUMINOUS | 「GR@TITUDE」                                                                                     | ゲーム『アイドルマスター スターリットシーズン』関連曲                  |
| 10月6日  | THE IDOLM@STER STARLIT SEASON 00 GR@TITUDE ランティス盤                           | MILLIONSTARS | 「GR@TITUDE」                                                                                     | ゲーム『アイドルマスター スターリットシーズン』関連曲                  |
| 12月1日  | THE IDOLM@STER STARLIT SEASON 01                                                  | Project LUMINOUS | 「THE IDOLM@STER」                                                                                | ゲーム『アイドルマスター スターリットシーズン』関連曲                  |
| 12月1日  | THE IDOLM@STER STARLIT SEASON 01                                                  | CINDERELLA GIRLS、MILLIONSTARS | 「お願い！シンデレラ」                                                                            | ゲーム『アイドルマスター スターリットシーズン』関連曲                  |
| 12月1日  | THE IDOLM@STER STARLIT SEASON 01                                                  | 765PRO ALLSTARS、MILLIONSTARS | 「Thank you!」                                                                                    | ゲーム『アイドルマスター スターリットシーズン』関連曲                  |
| 2022年   |                                                                                   | |                                                                                                   |                                                                        |
| 1月19日  | THE IDOLM@STER STARLIT SEASON 02                                                  | 765PRO ALLSTARS、CINDERELLA GIRLS、MILLIONSTARS | 「Brand New Theater!」                                                                            | ゲーム『アイドルマスター スターリットシーズン』関連曲                  |
| 1月26日  | THE IDOLM@STER MILLION LIVE! M@STER SPARKLE2 04                                   | 白石紬（南早紀） | 「折紙物語」                                                                                      | ゲーム『アイドルマスター ミリオンライブ！ シアターデイズ』関連曲       |
| 2月12日  | THE IDOLM@STER LIVE THE@TER SOLO COLLECTION 09 Fairy Stars                        | 白石紬（南早紀） | 「百花は月下に散りぬるを」                                                                        | ゲーム『アイドルマスター ミリオンライブ！ シアターデイズ』関連曲       |
| 3月2日   | THE IDOLM@STER STARLIT SEASON 03                                                  | 765PRO ALLSTARS、MILLIONSTARS | 「UNION!!」                                                                                       | ゲーム『アイドルマスター スターリットシーズン』関連曲                  |
| 3月2日   | THE IDOLM@STER STARLIT SEASON 03                                                  | 如月千早（今井麻美）、秋月律子（若林直美）、三浦あずさ（たかはし智秋）、四条貴音（原由実）、神崎蘭子（内田真礼）、最上静香（田所あずさ）、白石紬（南早紀）、白瀬咲耶（八巻アンナ）、杜野凛世（丸岡和佳奈）、奥空心白（田中あいみ）                                       | 「アイシテの呪縛 〜Je vous aime〜」                                                               | ゲーム『アイドルマスター スターリットシーズン』関連曲                  |
| 4月13日  | THE IDOLM@STER STARLIT SEASON 04                                                  | 如月千早（今井麻美）、秋月律子（若林直美）、三浦あずさ（たかはし智秋）、四条貴音（原由実）、神崎蘭子（内田真礼）、高垣楓（早見沙織）、最上静香（田所あずさ）、白石紬（南早紀）、白瀬咲耶（八巻アンナ）、杜野凛世（丸岡和佳奈）、奥空心白（田中あいみ）、玲音（茅原実里） | 「ダンス・ダンス・ダンス」                                                                        | ゲーム『アイドルマスター スターリットシーズン』関連曲                  |
| 4月13日  | THE IDOLM@STER STARLIT SEASON 04                                                  | Project LUMINOUS、DIAMANT | 「GR＠TITUDE」                                                                                    | ゲーム『アイドルマスター スターリットシーズン』関連曲                  |
| 7月27日  | THE IDOLM@STER MILLION THE@TER SEASON 夢にかけるRainbow                           | 765 MILLION ALLSTARS | 「夢にかけるRainbow」                                                                             | ゲーム『アイドルマスター ミリオンライブ！ シアターデイズ』関連曲       |
| 7月27日  | THE IDOLM@STER MILLION THE@TER SEASON 夢にかけるRainbow                           | フェアリースターズ | 「夢にかけるRainbow」                                                                             | ゲーム『アイドルマスター ミリオンライブ！ シアターデイズ』関連曲       |
| 10月26日 | THE IDOLM@STER MILLION THE@TER SEASON SHADE OF SPADE                              | SHADE OF SPADE | 「ESPADA」 「Harmony 4 You」                                                                      | ゲーム『アイドルマスター ミリオンライブ！ シアターデイズ』関連曲       |
| 10月26日 | THE IDOLM@STER MILLION THE@TER SEASON SHADE OF SPADE                              | 白石紬（南早紀）、我那覇響（沼倉愛美）、豊川風花（末柄里恵）、野々原茜（小笠原早紀） | 「KING of SPADE」                                                                                 | ゲーム『アイドルマスター ミリオンライブ！ シアターデイズ』関連曲       |
| 12月14日 | THE IDOLM@STER MILLION THE@TER VARIETY 02                                         | 徳川まつり（諏訪彩花）、大神環（稲川英里）、白石紬（南早紀）、福田のり子（浜崎奈々）、三浦あずさ（たかはし智秋） | 「Vacation VS Summer 〜ナツとヤスミのアンビバレント！〜」                                         | ゲーム『アイドルマスター ミリオンライブ！ シアターデイズ』関連曲       |
| 12月14日 | THE IDOLM@STER MILLION THE@TER VARIETY 02                                         | 765 MILLION ALLSTARS | 「Brand New Theater! 〜Brand New Year Ver.〜」                                                    | ゲーム『アイドルマスター ミリオンライブ！ シアターデイズ』関連曲       |
| 2023年   |                                                                                   | |                                                                                                   |                                                                        |
| 1月14日  | THE IDOLM@STER LIVE THE@TER SOLO COLLECTION 11 Fairy Stars                        | 白石紬（南早紀） | 「KING of SPADE」                                                                                 | ゲーム『アイドルマスター ミリオンライブ！ シアターデイズ』関連曲       |
| 3月23日  | THE IDOLM@STER 765 MILLION ALLSTARS BEST                                          | 765 MILLION ALLSTARS | 「Thank You!（765 MILLION ALLSTARS ver.）」 「夢にかけるRainbow（Brand New Ver.）」 「Crossing!」 | ゲーム『アイドルマスター ミリオンライブ！ シアターデイズ』関連曲       |
| 3月23日  | THE IDOLM@STER LIVE THE@TER BEST                                                  | BlueMoon Harmony | 「brave HARMONY（Brand New Ver.）」                                                               | ゲーム『アイドルマスター ミリオンライブ！ シアターデイズ』関連曲       |
| 4月22日  | THE IDOLM@STER LIVE THE@TER SOLO COLLECTION 12 Fairy Stars                        | 白石紬（南早紀） | 「Thank You!」                                                                                    | ゲーム『アイドルマスター ミリオンライブ！ シアターデイズ』関連曲       |
| 7月26日  | THE IDOLM@STER MILLION LIVE! グッドサイン                                         | 765 MILLION ALLSTARS | 「グッドサイン」                                                                                  | ゲーム『アイドルマスター ミリオンライブ！ シアターデイズ』関連曲       |
| 7月26日  | THE IDOLM@STER MILLION LIVE! グッドサイン                                         | オフィウクス | 「電波感傷」                                                                                      | ゲーム『アイドルマスター ミリオンライブ！ シアターデイズ』関連曲       |
| 7月26日  | THE IDOLM@STER MILLION LIVE! グッドサイン                                         | フェアリースターズ | 「グッドサイン」                                                                                  | ゲーム『アイドルマスター ミリオンライブ！ シアターデイズ』関連曲       |
| 8月23日  | THE IDOLM@STER MILLION ANIMATION THE@TER『Rat A Tat!!!』                          | MILLIONSTARS | 「Rat A Tat!!!」                                                                                  | テレビアニメ『アイドルマスター ミリオンライブ！』オープニングテーマ    |
| 8月23日  | THE IDOLM@STER MILLION ANIMATION THE@TER『Rat A Tat!!!』                          | MILLIONSTARS | 「セブンカウント」                                                                                | テレビアニメ『アイドルマスター ミリオンライブ！』イメージソング        |
| 10月25日 | THE IDOLM@STER MILLION ANIMATION THE@TER MILLIONSTARS Team8th『REFRAIN REL@TION』 | MILLIONSTARS Team8th | 「REFRAIN REL@TION」                                                                              | テレビアニメ『アイドルマスター ミリオンライブ！』関連曲                |
| 2024年   |                                                                                   | |                                                                                                   |                                                                        |
| 2月21日  | THE IDOLM@STER MILLION ANIMATION THE@TER START THE DREAM                          | MILLIONSTARS | 「REFRAIN REL@TION」 「Brand New Theater!」                                                       | テレビアニメ『アイドルマスター ミリオンライブ！』挿入歌                |
| 2月21日  | THE IDOLM@STER MILLION ANIMATION THE@TER START THE DREAM                          | 765 MILLIONSTARS | 「READY!!（Anime ver.）」                                                                         | テレビアニメ『アイドルマスター ミリオンライブ！』挿入歌                |
| 2月21日  | THE IDOLM@STER MILLION ANIMATION THE@TER START THE DREAM                          | MILLIONSTARS Team8th | 「READY!!（M@STER VERSION）」                                                                     | テレビアニメ『アイドルマスター ミリオンライブ！』関連曲                |
| 2月24日  | THE IDOLM@STER LIVE THE@TER SOLO COLLECTION 「REFRAIN REL@TION」 Fairy Stars      | 白石紬（南早紀） | 「REFRAIN REL@TION」                                                                              | テレビアニメ『アイドルマスター ミリオンライブ！』関連曲                |
| 3月29日  | アイドルマスター ミリオンライブ！ BD 特装版第3巻 特典CD                           | MILLIONSTARS Team8th | 「Rat A Tat!!!」                                                                                  | テレビアニメ『アイドルマスター ミリオンライブ！』関連曲                |
| 7⽉31⽇  | THE IDOLM@STER MILLION LIVE! 7Days A Week!!                                       | 765 MILLION ALLSTARS | 「7Days A Week!!」 「DIAMOND DAYS」                                                               | ゲーム『アイドルマスター ミリオンライブ！ シアターデイズ』関連曲       |
| 7⽉31⽇  | THE IDOLM@STER LIVE THE@TER SOLO COLLECTION 「DIAMOND DAYS」 FAIRY STARS          | 白石紬（南早紀） | 「DIAMOND DAYS」                                                                                  | ゲーム『アイドルマスター ミリオンライブ！ シアターデイズ』関連曲       |
| 12月25日 | THE IDOLM@STER MILLION MOVEMENT OF STARDOM ROAD 06 Sky Survive                    | 白石紬（南早紀）、福田のり子（浜崎奈々）、伊吹翼（Machico）、木下ひなた（田村奈央） | 「Sky Survive」                                                                                   | ゲーム『アイドルマスター ミリオンライブ！ シアターデイズ』関連曲       |

### その他参加作品
| 発売日        | 商品名                                                                                                | 歌                                                                                     | 楽曲                                                                                      | 備考                                                                                     |
| ------------- | --- | -------------------------------------------------------------------------------------- | ----------------------------------------------------------------------------------------- | ---------------------------------------------------------------------------------------- |
| 2021年9月17日 | Onsen Theme song Collection album 1st                                                                 | グッモーニンのむ（野村香菜子）、こがらしせんぷうまる（古賀葵）、まつ毛バサ美（南早紀） | 「のむこがみなみのうた」 「ぬるこがみなみのうた」                                         | Webラジオ『のむこがみなみ』テーマソング                                                  |
| 2022年3月6日  | 「南早紀の変な意味じゃなくてただ可愛いって言いたいラジオ」テーマソング Q・T・キャッチ！～溢れる○○○○～ | 南早紀                                                                                 | 「Q・T・キャッチ！～溢れる○○○○～」 「Q・T・キャッチ！～溢れる○○○○～ 足首チラ見せVersion」 | インターネット番組『南早紀の変な意味じゃなくてただ可愛いって言いたいラジオ』テーマソング |

### シリーズ一覧
1. ↑  第1期（2015年）、第4期『NEXT』（2017年）
2. ↑  特別編『ゆるゆり なちゅやちゅみ!+』（2015年）、第3期『ゆるゆり さん☆ハイ!』（2015年）
3. ↑  『ポンポンらー大冒険』（2016年 - 2017年）、『ポンポンらー大旅行』（2018年）
4. ↑  第1期（2022年 - 2023年）、第2期『決闘学園編』（2023年 - 2024年）

### ユニットメンバー
1. ↑  天海春香（中村繪里子）、如月千早（今井麻美）、星井美希（長谷川明子）、萩原雪歩（浅倉杏美）、高槻やよい（仁後真耶子）、菊地真（平田宏美）、水瀬伊織（釘宮理恵）、四条貴音（原由実）、秋月律子（若林直美）、三浦あずさ（たかはし智秋）、双海亜美 / 真美（下田麻美）、我那覇響（沼倉愛美）、春日未来（山崎はるか）、最上静香（田所あずさ）、伊吹翼（Machico）、島原エレナ（角元明日香）、佐竹美奈子（大関英里）、所恵美（藤井ゆきよ）、徳川まつり（諏訪彩花）、箱崎星梨花（麻倉もも）、野々原茜（小笠原早紀）、望月杏奈（夏川椎菜）、ロコ（中村温姫）、七尾百合子（伊藤美来）、高山紗代子（駒形友梨）、松田亜利沙（村川梨衣）、高坂海美（上田麗奈）、中谷育（原嶋あかり）、天空橋朋花（小岩井ことり）、エミリー スチュアート（郁原ゆう）、北沢志保（雨宮天）、舞浜歩（戸田めぐみ）、木下ひなた（田村奈央）、矢吹可奈（木戸衣吹）、横山奈緒（渡部優衣）、二階堂千鶴（野村香菜子）、馬場このみ（髙橋ミナミ）、大神環（稲川英里）、豊川風花（末柄里恵）、宮尾美也（桐谷蝶々）、福田のり子（浜崎奈々）、真壁瑞希（阿部里果）、篠宮可憐（近藤唯）、百瀬莉緒（山口立花子）、永吉昴（斉藤佑圭）、北上麗花（平山笑美）、周防桃子（渡部恵子）、ジュリア（愛美）、白石紬（南早紀）、桜守歌織（香里有佐）
2. 1 2 3 4 5 6 7 8 9 10  天海春香（中村繪里子）、如月千早（今井麻美）、星井美希（長谷川明子）、萩原雪歩（浅倉杏美）、高槻やよい（仁後真耶子）、菊地真（平田宏美）、水瀬伊織（釘宮理恵）、四条貴音（原由実）、秋月律子（若林直美）、三浦あずさ（たかはし智秋）、双海亜美 / 真美（下田麻美）、我那覇響（沼倉愛美）、春日未来（山崎はるか）、最上静香（田所あずさ）、伊吹翼（Machico）、田中琴葉（種田梨沙）、島原エレナ（角元明日香）、佐竹美奈子（大関英里）、所恵美（藤井ゆきよ）、徳川まつり（諏訪彩花）、箱崎星梨花（麻倉もも）、野々原茜（小笠原早紀）、望月杏奈（夏川椎菜）、ロコ（中村温姫）、七尾百合子（伊藤美来）、高山紗代子（駒形友梨）、松田亜利沙（村川梨衣）、高坂海美（上田麗奈）、中谷育（原嶋あかり）、天空橋朋花（小岩井ことり）、エミリー スチュアート（郁原ゆう）、北沢志保（雨宮天）、舞浜歩（戸田めぐみ）、木下ひなた（田村奈央）、矢吹可奈（木戸衣吹）、横山奈緒（渡部優衣）、二階堂千鶴（野村香菜子）、馬場このみ（髙橋ミナミ）、大神環（稲川英里）、豊川風花（末柄里恵）、宮尾美也（桐谷蝶々）、福田のり子（浜崎奈々）、真壁瑞希（阿部里果）、篠宮可憐（近藤唯）、百瀬莉緒（山口立花子）、永吉昴（斉藤佑圭）、北上麗花（平山笑美）、周防桃子（渡部恵子）、ジュリア（愛美）、白石紬（南早紀）、桜守歌織（香里有佐）
3. ↑  最上静香（田所あずさ）、白石紬（南早紀）、所恵美（藤井ゆきよ）、ジュリア（愛美）、北沢志保（雨宮天）
4. 1 2  如月千早（今井麻美）、秋月律子（若林直美）、四条貴音（原由実）、水瀬伊織（釘宮理恵）、最上静香（田所あずさ）、北沢志保（雨宮天）、ジュリア（愛美）、白石紬（南早紀）、周防桃子（渡部恵子）、天空橋朋花（小岩井ことり）、所恵美（藤井ゆきよ）、永吉昴（斉藤佑圭）、二階堂千鶴（野村香菜子）、舞浜歩（戸田めぐみ）、真壁瑞希（阿部里果）、百瀬莉緒（山口立花子）、ロコ（中村温姫）
5. ↑  真壁瑞希（阿部里果）、白石紬（南早紀）、北沢志保（雨宮天）
6. 1 2  有原翼（西田望見）、東雲龍（近藤玲奈）、野崎夕姫（南早紀）、河北智恵（井上ほの花）
7. ↑  白石紬（南早紀）、桜守歌織（香里有佐）、ジュリア（愛美）、菊地真（平田宏美）、野々原茜（小笠原早紀）
8. 1 2  小倉ひかり（Machico）、渋沢泉水（熊田茜音）、姪浜エリカ（南早紀）、五十嵐雪緒（八巻アンナ）
9. ↑  エミリー スチュアート（郁原ゆう）、白石紬（南早紀）、天空橋朋花（小岩井ことり）
10. 1 2  最上静香（田所あずさ）、北沢志保（雨宮天）、ジュリア（愛美）、白石紬（南早紀）、周防桃子（渡部恵子）、天空橋朋花（小岩井ことり）、所恵美（藤井ゆきよ）、永吉昴（斉藤佑圭）、二階堂千鶴（野村香菜子）、舞浜歩（戸田めぐみ）、真壁瑞希（阿部里果）、百瀬莉緒（山口立花子）、ロコ（中村温姫）
11. ↑  天海春香（中村繪里子）、菊地真（平田宏美）、四条貴音（原由実）、塩見周子（ルゥティン）、新田美波（洲崎綾）、久川颯（長江里加）、高坂海美（上田麗奈）、白石紬（南早紀）、望月杏奈（夏川椎菜）、鷹城恭二（梅原裕一郎）、黒野玄武（深町寿成）、古論クリス（駒田航）、有栖川夏葉（涼本あきほ）、黛冬優子（幸村恵理）、浅倉透（和久井優）
12. ↑  高坂海美（上田麗奈）、白石紬（南早紀）、望月杏奈（夏川椎菜）
13. 1 2 3  天海春香（中村繪里子）、星井美希（長谷川明子）、如月千早（今井麻美）、高槻やよい（仁後真耶子）、萩原雪歩（浅倉杏美）、菊地真（平田宏美）、双海亜美 / 真美（下田麻美）、水瀬伊織（釘宮理恵）、三浦あずさ（たかはし智秋）、四条貴音（原由実）、我那覇響（沼倉愛美）、秋月律子（若林直美）、安部菜々（三宅麻理恵）、神崎蘭子（内田真礼）、城ヶ崎美嘉（佳村はるか）、双葉杏（五十嵐裕美）、諸星きらり（松嵜麗）、春日未来（山崎はるか）、最上静香（田所あずさ）、伊吹翼（Machico）、白石紬（南早紀）、桜守歌織（香里有佐）、白瀬咲耶（八巻アンナ）、小宮果穂（河野ひより）、杜野凛世（丸岡和佳奈）、大崎甘奈（黒木ほの香）、大崎甜花（前川涼子）、奥空心白（田中あいみ）
14. 1 2  春日未来（山崎はるか）、最上静香（田所あずさ）、伊吹翼（Machico）、白石紬（南早紀）、桜守歌織（香里有佐）
15. ↑  安部菜々（三宅麻理恵）、神崎蘭子（内田真礼）、城ヶ崎美嘉（佳村はるか）、双葉杏（五十嵐裕美）、諸星きらり（松嵜麗）、高垣楓（早見沙織）
16. 1 2 3  天海春香（中村繪里子）、星井美希（長谷川明子）、如月千早（今井麻美）、高槻やよい（仁後真耶子）、萩原雪歩（浅倉杏美）、菊地真（平田宏美）、双海亜美 / 真美（下田麻美）、水瀬伊織（釘宮理恵）、三浦あずさ（たかはし智秋）、四条貴音（原由実）、我那覇響（沼倉愛美）、秋月律子（若林直美）
17. 1 2 3  春日未来（山崎はるか）、最上静香（田所あずさ）、伊吹翼（Machico）、白石紬（南早紀）、桜守歌織（香里有佐）、田中琴葉（種田梨沙）
18. ↑  安部菜々（三宅麻理恵）、神崎蘭子（内田真礼）、城ヶ崎美嘉（佳村はるか）、双葉杏（五十嵐裕美）、諸星きらり（松嵜麗）
19. ↑  玲音（茅原実里）、詩花（高橋李依）、亜夜（日高里菜）
20. ↑  天海春香（中村繪里子）、如月千早（今井麻美）、星井美希（長谷川明子）、萩原雪歩（浅倉杏美）、高槻やよい（仁後真耶子）、菊地真（平田宏美）、水瀬伊織（釘宮理恵）、四条貴音（原由実）、秋月律子（若林直美）、三浦あずさ（たかはし智秋）、双海亜美 / 真美（下田麻美）、我那覇響（沼倉愛美）、春日未来（山崎はるか）、最上静香（田所あずさ）、伊吹翼（Machico）、田中琴葉（種田梨沙）、島原エレナ（角元明日香）、佐竹美奈子（大関英里）、所恵美（藤井ゆきよ）、徳川まつり（諏訪彩花）、箱崎星梨花（麻倉もも）、野々原茜（小笠原早紀）、望月杏奈（夏川椎菜）、ロコ（中村温姫）、七尾百合子（伊藤美来）、高山紗代子（駒形友梨）、松田亜利沙（村川梨衣）、高坂海美（上田麗奈）、中谷育（原嶋あかり）、天空橋朋花（小岩井ことり）、エミリー スチュアート（郁原ゆう）、北沢志保（雨宮天）、舞浜歩（戸田めぐみ）、矢吹可奈（木戸衣吹）、横山奈緒（渡部優衣）、二階堂千鶴（野村香菜子）、馬場このみ（髙橋ミナミ）、大神環（稲川英里）、豊川風花（末柄里恵）、宮尾美也（桐谷蝶々）、福田のり子（浜崎奈々）、真壁瑞希（阿部里果）、篠宮可憐（近藤唯）、百瀬莉緒（山口立花子）、永吉昴（斉藤佑圭）、北上麗花（平山笑美）、周防桃子（渡部恵子）、ジュリア（愛美）、白石紬（南早紀）、桜守歌織（香里有佐）
21. ↑  星井美希（長谷川明子）、舞浜歩（戸田めぐみ）、最上静香（田所あずさ）、篠宮可憐（近藤唯）、中谷育（原嶋あかり）、永吉昴（斉藤佑圭）、双海亜美（下田麻美）、エミリー スチュアート（郁原ゆう）、北沢志保（雨宮天）、白石紬（南早紀）、我那覇響（沼倉愛美）、豊川風花（末柄里恵）、野々原茜（小笠原早紀）
22. ↑  北上麗花（平山笑美）、篠宮可憐（近藤唯）、ジュリア（愛美）、高山紗代子（駒形友梨）、天空橋朋花（小岩井ことり）、所恵美（藤井ゆきよ）、永吉昴（斉藤佑圭）、七尾百合子（伊藤美来）、二階堂千鶴（野村香菜子）、舞浜歩（戸田めぐみ）、真壁瑞希（阿部里果）、最上静香（田所あずさ）、白石紬（南早紀）
23. ↑  桜守歌織（香里有佐）、白石紬（南早紀）
24. 1 2  春日未来（山崎はるか）、最上静香（田所あずさ）、伊吹翼（Machico）、田中琴葉（種田梨沙）、島原エレナ（角元明日香）、佐竹美奈子（大関英里）、所恵美（藤井ゆきよ）、徳川まつり（諏訪彩花）、箱崎星梨花（麻倉もも）、野々原茜（小笠原早紀）、望月杏奈（夏川椎菜）、ロコ（中村温姫）、七尾百合子（伊藤美来）、高山紗代子（駒形友梨）、松田亜利沙（村川梨衣）、高坂海美（上田麗奈）、中谷育（原嶋あかり）、天空橋朋花（小岩井ことり）、エミリー スチュアート（郁原ゆう）、北沢志保（雨宮天）、舞浜歩（戸田めぐみ）、木下ひなた（田村奈央）、矢吹可奈（木戸衣吹）、横山奈緒（渡部優衣）、二階堂千鶴（野村香菜子）、馬場このみ（髙橋ミナミ）、大神環（稲川英里）、豊川風花（末柄里恵）、宮尾美也（桐谷蝶々）、福田のり子（浜崎奈々）、真壁瑞希（阿部里果）、篠宮可憐（近藤唯）、百瀬莉緒（山口立花子）、永吉昴（斉藤佑圭）、北上麗花（平山笑美）、周防桃子（渡部恵子）、ジュリア（愛美）、白石紬（南早紀）、桜守歌織（香里有佐）
25. 1 2 3  春日未来（山崎はるか）、最上静香（田所あずさ）、伊吹翼（Machico）、桜守歌織（香里有佐）、白石紬（南早紀）
26. ↑  天海春香（中村繪里子）、如月千早（今井麻美）、星井美希（長谷川明子）、菊地真（平田宏美）、萩原雪歩（浅倉杏美）、水瀬伊織（釘宮理恵）、春日未来（山崎はるか）、最上静香（田所あずさ）、伊吹翼（Machico）、桜守歌織（香里有佐）、白石紬（南早紀）